# Georg Morsztyn der Jüngere
Georg Morsztyn der Jüngere († 1. März 1500) war ein krakauischer Ratsherr, Bankier und Kaufmann.
Von 1479 bis 1500 war er Ratsherr, 1489 Bürgermeister. 1492 wurde er nobilitiert und die Familie Morstein in die Wappengemeinschaft Leliwa aufgenommen.

## Leben
Morsztyn war Sohn des Ratsherrn Georg Morsztyn und der Magdalena Wynków. Sein Vater war gemeinsam mit seinem Onkel Stanislaus Morsztyn dem Älteren durch den Salzhandel zu großem Reichtum gekommen. Bereits deren Vater Georg Morsztyn der Ältere war durch den Textilhandel zu beträchtlichem Wohlstand gelangt. Morsztyn erweiterte die Geschäfte enorm. Bereits sein Onkel hatte als Bankier Kredite vergeben. Zusätzlich pachtete er von Nikolaus Kezinger Trzebinia, um dort Blei zu fördern. Weitere Investitionen rund um Kaschau in der Slowakei folgten.
Er war von 1479 an über 20 Jahre Mitglied des Stadtrat und war 1489 Bürgermeister. Morsztyn residierte in einem Haus am Marktplatz namens Spicymirowski, das schon seinem Großvater Georg Morsztyn dem Älteren gehört hatte und besaß einen Garten am Mikołajska-Tor in Krakau. Um in den Ritterstand erhoben zu werden, erwarb er einen Hof namens Piaski an der Prądnik.
Durch die Aufnahme in die Wappengemeinschaft Leliwa wurde er am 24. Oktober 1492 im Beisein von Jan Amor Tarnowski, dem Kastellan von Krakau, Spytek von Jarosław, dem Woiwoden von Krakau, Jan von Pilcza, dem Woiwoden von Ruthenien und Rafał von Jarosław, dem Kastellan von Sandomierz und Kronmarschall geadelt.
Er starb am 1. März 1500. Der Ratsherr Peter Morsztyn war sein Bruder.

## Ehen und Nachkommen
Morsztyn war mit Agnes Lang verheiratet. Der Ehe entstammten vier Kinder:
- Georg (Jerzy) Morsztyn
- Erasmus (Erazm) Morsztyn
- Johannes (Jan) Morsztyn der Ältere * 1481 in Krakau, † 1541 in Krakau, ⚭ Ursula (Urszula)
- Jadwiga Morsztyn ⚭ Stanisław Odrowąż, Kastellan von Zarnowitz und Starost von Opoczno